# George Gaynes
George Gaynes, eigentlich George Jongejans (* 16. Mai 1917 in Helsinki, Russisches Kaiserreich heute Finnland; † 15. Februar 2016 in North Bend, Washington) war ein US-amerikanischer Schauspieler. In Deutschland wurde er vor allem durch die Rolle des Polizeikommandanten Eric Lassard bekannt, den er in den insgesamt sieben Filmen der erfolgreichen Komödienreihe Police Academy verkörperte.

## Leben
George Gaynes wurde in Helsinki als Sohn der russischen Künstlerin und Schauspielerin Iya De Gay und ihres Mannes Gerrit Jongejans geboren, eines niederländischen Geschäftsmanns. Sein Onkel war der russisch-amerikanische Schauspieler Gregory Gaye (1900–1993), der selbst eine lange Karriere im amerikanischen Film hatte. Gaynes’ Familie wanderte bereits während seiner Kindheit von Finnland in die Vereinigten Staaten aus. Nach einem Gesangsstudium in Mailand schlug er eine Karriere als Sänger und Schauspieler ein. Zunächst diente er jedoch im Zweiten Weltkrieg bei der britischen sowie der niederländischen Marine.
In den 1950er-Jahren war er als Komödiendarsteller am Broadway aktiv, etwa in den erfolgreichen Musicals Wonderful Town (1953–1954) und Gypsy (1959–1961) sowie in der Komödie Bells Are Ringing (1956–1959) mit Judy Holliday. Häufig war er dabei aber nur Zweitbesetzung, etwa für Jack Klugman bei Gypsy, Erste Auftritte im amerikanischen Fernsehen hatte Gaynes Mitte der 1950er-Jahre, in den folgenden Jahrzehnten wirkte er als Gastdarsteller an bekannten Serien wie Bonanza, Ein Käfig voller Helden, Columbo, Quincy, Cheers und Chicago Hope – Endstation Hoffnung mit. Seinen ersten Kinofilm Patrouillenboot PT 109 drehte er erst 1962, als er bereits 45 Jahre alt war.
In Film und Fernsehen verkörperte der hochgewachsene Schauspieler mit der tiefen Stimme meist hochgestellte, aber dennoch mitunter komisch wirkende Persönlichkeiten. Regelmäßig stellte Gaynes etwa Ärzte, Wissenschaftler, Politiker und Generäle dar. In den 1960er-Jahren erhielt Gaynes zumeist nur kleine Nebenrollen, etwa in Verschollen im Weltraum (1969) neben Gregory Peck und Gene Hackman. Später wurden seine Rollen dann größer: In Tootsie (1982) will er in der Rolle eines älteren Schauspielers den als Frau verkleideten Dustin Hoffman verführen, in der Arthur-Miller-Verfilmung Hexenjagd (1996) spielte er neben Daniel Day-Lewis und Winona Ryder den Richter Samuel Sewall.
Erst Mitte der 1980er-Jahre, mit fast 70 Jahren, wurde der Charakterdarsteller einem breiten Publikum bekannt. Seine Paraderolle wurde die des zerstreuten, aber gutmütigen Polizeikommandanten Eric Lassard in den insgesamt sieben Filmen der erfolgreichen Komödienreihe Police Academy, die zwischen 1984 und 1994 erschienen. Weitere Bekanntheit beim amerikanischen Publikum erlangte er in dieser Zeit durch seine Hauptrolle in der Sitcom Punky Brewster (1984–1988), in der er einen älteren Herren darstellt, der ein alleingelassenes Kind adoptiert. Im Deutschland wurde die Serie allerdings nie im regulären Fernsehen ausgestrahlt. Darüber hinaus verkörperte er zwischen 1992 und 1993 den Senator Smithers in der Sitcom Küß’ mich, John. Nach einer Nebenrolle als Pfarrer in der Komödie Voll verheiratet zog er sich 2003 aus dem Schauspielgeschäft zurück.
Georges Gaynes beherrschte sieben Sprachen und war Anhänger der Demokratischen Partei. Er war von 1953 bis zu seinem Tod mit der Schauspielerin und Sängerin Allyn Ann McLerie (1926–2018) verheiratet, das Paar bekam zwei Kinder. Gaynes starb am 15. Februar 2016 im Alter von 98 Jahren in North Bend, einer kleinen Stadt bei Seattle, im Haus seiner Tochter.

## Filmografie (Auswahl)
- 1955: NBC Television Opera Theatre (Fernsehserie, Folge 6x04)
- 1962: Preston & Preston (The Defenders, Fernsehserie, Folge 1x27)
- 1962: Cheyenne (Fernsehserie, Folge 7x10)
- 1962: Alfred Hitchcock zeigt (The Alfred Hitchcock Hour, Fernsehserie, Folge 1x11)
- 1963: Patrouillenboot PT 109 (PT 109)
- 1964: Wie Raubkatzen (Les Félins)
- 1966: Die Clique (The Group)
- 1968: Bonanza (Fernsehserie, Folge 9x22 Der Mordanschlag)
- 1968: Mannix (Fernsehserie, Folge 2x08 Wer anderen ein Grab gräbt)
- 1968: Kobra, übernehmen Sie (Mission: Impossible, Fernsehserie, Folge 3x07)
- 1969: Verschollen im Weltraum (Marooned)
- 1970: Hawaii Fünf-Null (Hawaii Five-O, Fernsehserie, Folge 2x25 Die Königin von Poynesien)
- 1971: Ein Käfig voller Helden (Hogan’s Heroes, Fernsehserie, Folge 6x15 Spionagering gesprengt!)
- 1971: Frauen der Ärzte (Doctors’ Wives)
- 1972: Columbo: Etüde in Schwarz (Étude in Black) (Fernsehreihe)
- 1973: The Boy Who Cried Werewolf
- 1973: Der Sohn des Mandingo (Slaughter’s Big Rip-Off)
- 1973: So wie wir waren (The Way We Were)
- 1973: Columbo: Wein ist dicker als Blut (Any Old Port in a Storm) (Fernsehreihe)
- 1974: Der Sechs-Millionen-Dollar-Mann (The Six Million Dollar Man, Fernsehserie, Folge 2x01)
- 1974: Cannon (Fernsehserie, Folge 4x07)
- 1974: McMillan & Wife (Fernsehserie, Folge 4x04)
- 1975: Ein Sheriff in New York (McCloud, Fernsehserie, Folge 6x03)
- 1976: Und morgen wird ein Ding gedreht (Harry and Walter Go to New York)
- 1976: Die Frau des Jahres (Woman of the Year) (Fernsehfilm)
- 1976: Delvecchio (Fernsehserie, Folge 1x09)
- 1976: Nickelodeon
- 1976–1977: Reich und Arm (Rich Man, Poor Man Book II, Fernsehserie, 5 Folgen)
- 1977: Washington: Hinter verschlossenen Türen (Washington: Behind Closed Doors, Miniserie, 4 Folgen)
- 1979/1982: Quincy (Quincy, M.E., Fernsehserie, 2 Folgen)
- 1980: Die keine Skrupel kennen (Scruples, Miniserie, 3 Folgen)
- 1980: Der Höllentrip (Altered States)
- 1981: Evita Peron (Evita) (Fernsehfilm)
- 1982: Tote tragen keine Karos (Dead Men Don’t Wear Plaid)
- 1982: Tootsie
- 1983: Sein oder Nichtsein (To Be or Not to Be)
- 1983: Cheers (Fernsehserie, Folge 2x12 Kramers letzter Wille)
- 1984: Police Academy – Dümmer als die Polizei erlaubt (Police Academy)
- 1984: Micki & Maude
- 1984–1988: Punky Brewster (Fernsehserie, 86 Folgen)
- 1985: Police Academy 2 – Jetzt geht’s erst richtig los (Police Academy 2: Their First Assignment)
- 1986: Hotel (Fernsehserie, Folge 3x12)
- 1986: Police Academy 3 – … und keiner kann sie bremsen (Police Academy 3: Back in Training)
- 1987: Police Academy 4 – Und jetzt geht’s rund (Police Academy 4: Citizens on Patrol)
- 1987: Matlock (Fernsehserie, 2 Folgen)
- 1988: Police Academy 5 – Auftrag Miami Beach (Police Academy 5: Assignment Miami Beach)
- 1989: Police Academy 6 – Widerstand zwecklos (Police Academy 6: City Under Siege)
- 1989–1991: The Days and Nights of Molly Dodd (Fernsehserie, 17 Folgen)
- 1992–1993: Küß’ mich, John (Hearts Afire, Fernsehserie, 16 Folgen)
- 1993: Stiefmutter – Stiefmonster (Stepmonster)
- 1994: The Fantastic Four
- 1994: Police Academy 7 – Mission in Moskau (Police Academy: Mission to Moscow)
- 1994: Vanja auf der 42. Straße (Vanya on 42nd Street)
- 1996: Chicago Hope – Endstation Hoffnung (Chicago Hope, Fernsehserie, 3 Folgen)
- 1996: Hexenjagd (The Crucible)
- 1997: Wag the Dog – Wenn der Schwanz mit dem Hund wedelt (Wag the Dog)
- 1998: Police Academy (Fernsehserie, Folge 1x15)
- 1999: Sliders – Das Tor in eine fremde Dimension (Sliders, Fernsehserie, Folge 4x21)
- 2003: Voll verheiratet (Just Married)